# Прапор Брен-л'Алле
Прапор Брен-л'Алле був прийнятий рішенням ради від 7 грудня 1998 року як прапор муніципалітету Брен-л'Алле в провінції Валлонський Брабант. Прапор можна описати так:
Дві однаково довгі смуги синього та жовтого кольорів із трьома жовтими левами, розташованими під цифрами 2 та 1 у синій смузі.
Прапор не був підтверджений урядом Французької спільноти до 30 квітня 1999 року. Кольори та леви походять з міського герба.

Герб Брен-л'Алле